# Красноармейский район (Краснодарский край)
Красноарме́йский район — административно-территориальная единица и муниципальное образование (муниципальный район) в составе Краснодарского края России.
Административный центр — станица Полтавская.

## География
Площадь района — 1898 км². Расположен в западной части Краснодарского края, в непосредственной близости от краевого центра — г. Краснодара. По его территории протекают реки Кубань и Протока, связывая район с Азовским морем.

## История
В конце декабря 1934 года ряд районов Кубани подверглись разукрупнению. 31 декабря 1934 г. из состава Славянского района выделились Ивановский, Красноармейский и Черноерковский районы. Населенные пункты современного Красноармейского района вошли в следующие районы: Ивановский район с центром в станице Староджерелиевской (Ивановский, Гришковский, Новомышастовский, Старонижестеблиевский сельские Советы), Красноармейский район с центром в станице Красноармейской (Красноармейский, Новониколаевский. Староджерелиевский, Тиховский, Трудобеликовский, Гривенский, Лебединский сельские Советы), Краснодарский район с центром в г. Краснодаре (Марьянский сельский Совет).2 августа 1953 года Ивановский район был упразднен. Его территория передана Красноармейскому району. 1 февраля 1963 года Красноармейский район был расформирован, его территория вошла в состав Славянского сельского района.
Район вновь был образован 30 декабря 1966 года.
1 января 1976 года из Динского района был передан Марьянский сельский Совет.                                                                                 В связи с образованием в 1978 году Калининского района из Красноармейского в новый район были переданы ряд населенных пунктов: станицы Новониколаевская, Гривенская, село Гришковское и др.

## Население
| 1939     | 1959     | 1970     | 1979     | 1989     | 2002     | 2006     | 2010     | 2011     |
| -------- | -------- | -------- | -------- | -------- | -------- | -------- | -------- | -------- |
| 52 815   | ↗64 369  | ↗93 576  | ↘89 271  | ↗93 434  | ↗103 874 | ↘103 479 | ↘102 508 | ↗102 576 |
| 2012     | 2013     | 2014     | 2015     | 2016     | 2017     | 2018     | 2019     | 2020     |
| ↗103 087 | ↗103 483 | ↗104 106 | ↗104 255 | ↗104 555 | ↗104 756 | ↗104 868 | ↗104 887 | ↘104 592 |
| 2021     | 2023     | 2025     |          |          |          |          |          |          |
| ↘101 449 | ↘100 793 | ↗101 022 |          |          |          |          |          |          |

Социальные показатели муниципального образования (по состоянию на 30.06.2016)
Численность постоянного населения: 104 181 чел., в том числе:
— несовершеннолетних детей — 21 332 чел.;
— пенсионеров — 31 117 чел.;
— инвалидов — 7 356 чел., в том числе детей-инвалидов — 297 чел.
Численность граждан, состоящих на учёте в управлении социальной защиты населения, — 75 991 чел., из них имеющих право на меры социальной поддержки — 26 246 чел.

Национальный состав
По итогам переписи населения 2020 года проживали следующие национальности (национальности менее 0,1 % и другое см. в сноске к строке «Другие»):
| Национальность | Численность, чел. | Доля     |
| -------------- | ----------------- | -------- |
| Русские        | 96 710            | 95,33 %  |
| Армяне         | 2019              | 1,99 %   |
| Украинцы       | 548               | 0,54 %   |
| Цыгане         | 422               | 0,42 %   |
| Татары         | 203               | 0,20 %   |
| Азербайджанцы  | 171               | 0,17 %   |
| Немцы          | 130               | 0,13 %   |
| Другие         | 1246              | 1,22 %   |
| Итого          | 101 449           | 100,00 % |

## Административно-муниципальное устройство
В рамках административно-территориального устройства края, Красноармейский район включает 10 сельских округов.
В рамках организации местного самоуправления в Красноармейский район входят 10 муниципальных образований нижнего уровня со статусом сельских поселений:
| №  | Муниципальное образование                | Площадь (км²) | Население (чел.) | Количество населённых пунктов | Административный центр        |
| -- | ---------------------------------------- | ------------- | ---------------- | ----------------------------- | ----------------------------- |
| 1  | Ивановское сельское поселение            | 200,59        | ↗9729            | 1                             | станица Ивановская            |
| 2  | Марьянское сельское поселение            | 166,85        | ↘12 091          | 1                             | станица Марьянская            |
| 3  | Новомышастовское сельское поселение      | 262,25        | ↗11 648          | 2                             | станица Новомышастовская      |
| 4  | Октябрьское сельское поселение           | 238,56        | ↘9393            | 14                            | посёлок Октябрьский           |
| 5  | Полтавское сельское поселение            | 174,75        | ↘23 850          | 1                             | станица Полтавская            |
| 6  | Протичкинское сельское поселение         | 138,54        | ↘3371            | 5                             | хутор Протичка                |
| 7  | Староджерелиевское сельское поселение    | 125,52        | ↘3089            | 1                             | станица Староджерелиевская    |
| 8  | Старонижестеблиевское сельское поселение | 262,82        | ↘11 419          | 5                             | станица Старонижестеблиевская |
| 9  | Трудобеликовское сельское поселение      | 159,55        | ↘12 516          | 11                            | хутор Трудобеликовский        |
| 10 | Чебургольское сельское поселение         | 168,30        | ↘3687            | 2                             | станица Чебургольская         |

## Населённые пункты
В Красноармейском районе 43 населённых пункта:
| №  | Населённый пункт      | Тип     | Население | Муниципальное образование                |
| -- | --------------------- | ------- | --------- | ---------------------------------------- |
| 1  | Водный                | посёлок | ↘571      | Октябрьское сельское поселение           |
| 2  | Восточный             | хутор   | ↘175      | Старонижестеблиевское сельское поселение |
| 3  | Дружный               | посёлок | ↗321      | Октябрьское сельское поселение           |
| 4  | Заветное              | посёлок | ↘231      | Протичкинское сельское поселение         |
| 5  | Заря                  | посёлок | ↗850      | Октябрьское сельское поселение           |
| 6  | Зеленский             | хутор   | ↗476      | Трудобеликовское сельское поселение      |
| 7  | Ивановская            | станица | ↗9729     | Ивановское сельское поселение            |
| 8  | Казачий Ерик          | посёлок | ↗258      | Протичкинское сельское поселение         |
| 9  | Колос                 | хутор   | ↘534      | Октябрьское сельское поселение           |
| 10 | Коржевский            | хутор   | ↗300      | Трудобеликовское сельское поселение      |
| 11 | Краснодарский         | посёлок | ↘429      | Октябрьское сельское поселение           |
| 12 | Краснополянский       | посёлок | →473      | Октябрьское сельское поселение           |
| 13 | Красный Лес           | посёлок | ↘184      | Октябрьское сельское поселение           |
| 14 | Крижановский          | хутор   | ↘413      | Трудобеликовское сельское поселение      |
| 15 | Крикуна               | хутор   | ↘644      | Трудобеликовское сельское поселение      |
| 16 | Крупской              | хутор   | ↘774      | Старонижестеблиевское сельское поселение |
| 17 | Кулика                | хутор   | ↘166      | Трудобеликовское сельское поселение      |
| 18 | Марьянская            | станица | ↘12 091   | Марьянское сельское поселение            |
| 19 | Мирный                | посёлок | ↗695      | Октябрьское сельское поселение           |
| 20 | Молдаванский          | хутор   | ↗435      | Октябрьское сельское поселение           |
| 21 | Новомышастовская      | станица | ↗11 218   | Новомышастовское сельское поселение      |
| 22 | Октябрьский           | посёлок | ↗2594     | Октябрьское сельское поселение           |
| 23 | Отрубные              | хутор   | ↘248      | Старонижестеблиевское сельское поселение |
| 24 | Первомайский          | посёлок | ↘1035     | Октябрьское сельское поселение           |
| 25 | Первомайский          | хутор   | ↗131      | Старонижестеблиевское сельское поселение |
| 26 | Подлесный             | посёлок | ↘229      | Октябрьское сельское поселение           |
| 27 | Полтавская            | станица | ↘23 850   | Полтавское сельское поселение            |
| 28 | Полтавский            | посёлок | ↘536      | Октябрьское сельское поселение           |
| 29 | Прикубанский          | хутор   | ↘415      | Новомышастовское сельское поселение      |
| 30 | Приречье              | посёлок | ↘40       | Протичкинское сельское поселение         |
| 31 | Протичка              | хутор   | ↗2472     | Протичкинское сельское поселение         |
| 32 | Протоцкие             | хутор   | ↘1507     | Чебургольское сельское поселение         |
| 33 | Рисоопытный           | посёлок | ↗1168     | Октябрьское сельское поселение           |
| 34 | Староджерелиевская    | станица | ↘3089     | Староджерелиевское сельское поселение    |
| 35 | Старонижестеблиевская | станица | ↘10 196   | Старонижестеблиевское сельское поселение |
| 36 | Сурово                | хутор   | ↘59       | Трудобеликовское сельское поселение      |
| 37 | Телегин               | хутор   | ↗242      | Трудобеликовское сельское поселение      |
| 38 | Тиховский             | хутор   | ↗696      | Трудобеликовское сельское поселение      |
| 39 | Трудобеликовский      | хутор   | ↗9580     | Трудобеликовское сельское поселение      |
| 40 | Турковский            | хутор   | ↗152      | Трудобеликовское сельское поселение      |
| 41 | Чебургольская         | станица | ↘2447     | Чебургольское сельское поселение         |
| 42 | Чигрина               | хутор   | ↗409      | Трудобеликовское сельское поселение      |
| 43 | Элитный               | посёлок | ↘886      | Протичкинское сельское поселение         |

## Экономика
Сельское хозяйство
Главный сектор экономики Красноармейского района — агропромышленный комплекс. Общая площадь сельхозугодий составляет 143 тыс. га. Возделыванием сельскохозяйственной продукции здесь занимаются 38 сельскохозяйственных предприятий, 140 крестьянских фермерских хозяйств.
Район специализируется на производстве пшеницы, ячменя, подсолнечника, овощных культур, но самое главное — риса.
Также в районе динамично развивается отрасль животноводства. Ежегодно здесь производится свыше 50 тонн молока, до 134 тысяч тонн мяса и 100 млн штук яиц.
Промышленность
Промышленный потенциал района представлен 40 предприятиями, среди которых ведущими являются Полтавский и Ангелинский элеваторы, завод «Полтавские консервы», «Райпищекомбинат», Красноармейский «Хлебокомбинат», торговый дом «Дар Кубани».
Транспорт
По территории района проходит Федеральная трасса Темрюк—Краснодар—Кропоткин, а также железная дорога Москва—Новороссийск, связывающая район с крупными центрами Северного Кавказа и юга России.

## Люди, связанные с районом
- Абазаров, Владимир Алексеевич (1930, хутор Тиховский — 2003) — выдающийся советский геолог, первооткрыватель крупнейшего в России Самотлорского нефтяного месторождения
- Ахметвалеев, Леонид Нургалович (1931 — 27.7.2006, станица Полтавская)—командир вертолёта Восточно-Сибирского управления гражданской авиации Министерства гражданской авиации СССР, Герой социалистического труда (1981)[32].
- Гильдунин, Борис Константинович (1916, станица Гривенская — 1989) — участник Великой Отечественной войны, Герой Советского Союза
- Короткий, Николай Андреевич (1920, станица Гривенская — 1993, Краснодар) — участник Великой Отечественной войны, Герой Советского Союза
- Цыбин (Цибин), Павел Степанович (станица Полтавская ~1934 год) — актер, режиссер, художественный руководитель «Государственного украинского театра», снимался в фильмах. «Граница на замке», 1937 год. Участник Великой Отечественной войны, сержант.